# 壇ノ浦夜合戦記
『壇ノ浦夜合戦記』（だんのうらの よる かっせんき）は、日本の古典春本の一つ。壇ノ浦の戦いで入水するが救出された建礼門院徳子と、救った源義経の情事を描いたもの。
江戸時代に作られた好色文学。頼山陽の作と言われているが、仮託の可能性が高い。元々は漢文で書かれた。

## 概要
壇ノ浦の戦いの際、心ならずも命長らえた平徳子。義経は徳子を慰めるべく酒宴を開き、家臣や女官たちに酒を振る舞う。その後、義経は徳子と二人きりになると、彼女を口説き落とし、様々な方法で情事を行う。
なお、義経と建礼門院が情を通じるという話自体は『源平盛衰記』以来見られたもので、江戸時代には庶民の間にも普及しており、これを題材とした狂歌なども読まれている。
1977年には『壇の浦夜枕合戦記』の題で映画化された（神代辰巳監督、風間杜夫主演）。